# Primer ministro de Togo
La Primera Ministra de la República Togolesa (en francés: Premier ministre de la
République togolaise) es la jefe de Gobierno de dicho país, fue creado en 17 de abril de 1960 y su primer titular fue Sylvanus Olympio.

La actual titular de este cargo es Victoire Tomegah Dogbé, líder del partido UNIR, además de también ser la primera mujer en ser titular de este cargo.

## Lista de Primeros Ministros deTogo
Las fechas en cursiva indican la prorrogación de facto del mandato.
| Periodo                                           | Nombre                                   | Afiliación                           |
| ------------------------------------------------- | ---------------------------------------- | ------------------------------------ |
| Togolandia Francesa                               |                                          |                                      |
| Febrero 22, 1958 - 16 de mayo de 1958             | Nicolas Grunitzky, primer ministro       | Partido del Progreso Togolese        |
| 16 de mayo de 1958 - Abril 27,l 1960              | Sylvanus Olympio, primer ministro        | Comité de Unidad Togolesa            |
| República Togolesa                                |                                          |                                      |
| 27 de abril de 1960 - 12 de abril de 1961         | Sylvanus Olympio,primer ministro         | Comité de Unidad Togolesa            |
| 27 de agosto de 1991 - 23 de abril de 1994        | Joseph Kokou Koffigoh, primer ministro   | Coordinación de Nuevas Fuerzas       |
| 23 de abril de 1994 - 20 de agosto de 1996        | Edem Kodjo, primer ministro              | Unión Togolesa para la Democracia    |
| 20 de agosto de 1996 - 21 de mayo de 1999         | Kwassi Klutse, primer ministro           | Unión del Pueblo Togolese            |
| 21 de mayo de 1999 - 31 de agosto de 2000         | Eugene Koffi Adoboli, primer ministro    | Unión del Pueblo Togolese            |
| 31 de agosto de 2000 - 29 de junio de 2002        | Agbeyome Kodjo, primer ministro          | Unión del Pueblo Togolese            |
| 29 de junio de 2002 – 9 de junio de 2005          | Koffi Sama, primer ministro              | Unión del Pueblo Togolese            |
| 9 de junio de 2005 - 20 de septiembre de 2006     | Edem Kodjo, primer ministro              | Convergencia Patriótica Pan-Africana |
| 20 de septiembre de 2006 - 6 de diciembre de 2007 | Yawovi Agboyibo, primer ministro         | Comité de Acción para la Renovación  |
| 6 de diciembre de 2007 - 8 de septiembre de 2008  | Komlan Mally, primer ministro            | Unión del Pueblo Togolese            |
| 8 de septiembre de 2008 - 23 de julio de 2012     | Gilbert Houngbo, primer ministro         | Sin partido                          |
| 23 de julio de 2012 - 5 de junio de 2015          | Kwesi Ahoomey-Zunu, primer ministro      | Convergencia Patriótica Pan-Africana |
| 5 de junio de 2015 - 26 de septiembre de 2020     | Komi Sélom Klassou, primer ministro      | Unión por la República               |
| 26 de septiembre de 2020 - presente               | Victoire Tomegah Dogbé, Primera ministra | Unión por la República               |